# Liste der SPNV-Linien in Baden-Württemberg
Die Liste der SPNV-Linien in Baden-Württemberg enthält die im Linienverkehr fahrenden Zugverbindungen des Schienenpersonennahverkehrs in Baden-Württemberg.
Einheitliche Liniennummern wurden in Baden-Württemberg schrittweise ab dem Fahrplanwechsel im Juni 2019 vergeben. Für Linien, die weiter nach Bayern verkehren, wurden ab Dezember 2020 gemeinsame Nummern vergeben. Zum Fahrplanwechsel am 15. Dezember 2024 wurde die Zuggattung IRE gestrichen und alle IRE-Züge werden nun als RE geführt.

## Linien

### RE, RB und MEX
| Linie  | KBS             | Verlauf | Verlauf | Takt | EVU                                         | Fahrzeuge im Regelbetrieb                                                   |
| ------ | --------------- | --- | --- | --- | ------------------------------------------- | --------------------------------------------------------------------------- |
| RE 1   | 770             | Karlsruhe Hbf – Pforzheim Hbf – Mühlacker – Vaihingen (Enz) – Stuttgart Hbf – Schorndorf – Schwäbisch Gmünd – Aalen Hbf | Karlsruhe Hbf – Pforzheim Hbf – Mühlacker – Vaihingen (Enz) – Stuttgart Hbf – Schorndorf – Schwäbisch Gmünd – Aalen Hbf | 060 min (Karlsruhe – Stuttgart) 120 min (Karlsruhe – Aalen) | Arverio Baden-Württemberg                   | Stadler Flirt 3                                                             |
| RE2    | 702, 720        | Karlsruhe Hbf – Rastatt – Baden-Baden – Achern – Appenweier – Offenburg – Hausach – Triberg – Villingen (Schwarzwald) – Donaueschingen – Immendingen – Singen (Hohentwiel) – Radolfzell – Konstanz                                                | Karlsruhe Hbf – Rastatt – Baden-Baden – Achern – Appenweier – Offenburg – Hausach – Triberg – Villingen (Schwarzwald) – Donaueschingen – Immendingen – Singen (Hohentwiel) – Radolfzell – Konstanz                                                | 060 min | DB Regio Baden-Württemberg                  | Bombardier Traxx P160 AC2 + 4 Doppelstockwagen                              |
| RE 3   | 720, 730, 731   | Basel Bad Bf – Waldshut – Schaffhausen – Singen (Hohentwiel) – Radolfzell – Friedrichshafen Stadt (→ Friedrichshafen Hafen) | Basel Bad Bf – Waldshut – Schaffhausen – Singen (Hohentwiel) – Radolfzell – Friedrichshafen Stadt (→ Friedrichshafen Hafen) | 060 min (Basel – Singen) 120 min (Singen – Friedrichshafen Hafen) | DB Regio Baden-Württemberg                  | Bombardier Traxx P160 DE ME + 3 Doppelstockwagen Baureihe 612               |
| RE 3   | 751             | Lindau-Reutin – Friedrichshafen Stadt – Ravensburg – Aulendorf – Biberach (Riß) – Ulm Hbf | Lindau-Reutin – Friedrichshafen Stadt – Ravensburg – Aulendorf – Biberach (Riß) – Ulm Hbf | 060 min | DB Regio Baden-Württemberg                  | Baureihe 425                                                                |
| RE4    | 740             | Stuttgart Hbf – Böblingen – Herrenberg – Horb – Rottweil – Tuttlingen – Singen (Hohentwiel) (– Konstanz) | Stuttgart Hbf – Böblingen – Herrenberg – Horb – Rottweil – Tuttlingen – Singen (Hohentwiel) (– Konstanz) | drei Zugpaare (So) | DB Regio Baden-Württemberg                  | Bombardier Talent 2                                                         |
| RE87   | 740             | Stuttgart Hbf – Böblingen – Herrenberg – Horb – Rottweil – Tuttlingen – Singen (Hohentwiel) (– Konstanz) | Stuttgart Hbf – Böblingen – Herrenberg – Horb – Rottweil – Tuttlingen – Singen (Hohentwiel) (– Konstanz) | 060 min (Stuttgart – Singen) zwei Zugpaare (Singen – Konstanz; Mo–Fr) ein Zugpaar (Singen – Konstanz; Sa, So)                                                                                          | DB Fernverkehr                              | Stadler KISS tlw. Bombardier Traxx P160 AC3 + 5 Twindexx Vario Wagen (IC 2) |
| RE5    | 750, 751        | Stuttgart Hbf – Esslingen (Neckar) – Plochingen – Göppingen – Geislingen (Steige) – Ulm Hbf – Laupheim West – Biberach (Riß) – Aulendorf – Ravensburg – Friedrichshafen Stadt (– Lindau-Reutin)                                                   | Stuttgart Hbf – Esslingen (Neckar) – Plochingen – Göppingen – Geislingen (Steige) – Ulm Hbf – Laupheim West – Biberach (Riß) – Aulendorf – Ravensburg – Friedrichshafen Stadt (– Lindau-Reutin)                                                   | 060 min (Stuttgart – Friedrichshafen) | DB Regio Baden-Württemberg                  | Bombardier Traxx P160 AC2 + 4 Doppelstockwagen                              |
| RE 6a  | 760, 766        | Stuttgart Hbf – Reutlingen Hbf – Tübingen Hbf (Zugteilung) – | Hechingen – Balingen (Württ) – Albstadt-Ebingen – Sigmaringen – Herbertingen – Aulendorf | 120 min | DB Regio Baden-Württemberg                  | Baureihe 612                                                                |
| RE 6b  | 760, 766        | Stuttgart Hbf – Reutlingen Hbf – Tübingen Hbf (Zugteilung) – | Rottenburg (– Horb) | 120 min | DB Regio Baden-Württemberg                  | Baureihe 612                                                                |
| RE 6   | 760             | Stuttgart Hbf – Nürtingen – Metzingen (Württ) – Reutlingen Hbf – Tübingen Hbf | Stuttgart Hbf – Nürtingen – Metzingen (Württ) – Reutlingen Hbf – Tübingen Hbf | 120 min | DB Regio Stuttgart                          | Bombardier Talent 2                                                         |
| RE7    | 702             | (Karlsruhe Hbf – Rastatt – Baden-Baden – Achern – Appenweier –) Offenburg – Lahr (Schwarzwald) – Riegel-Malterdingen – Emmendingen – Freiburg (Breisgau) Hbf – Bad Krozingen – Müllheim (Baden) – Weil am Rhein – Basel Bad Bf (– Basel SBB (CH)) | (Karlsruhe Hbf – Rastatt – Baden-Baden – Achern – Appenweier –) Offenburg – Lahr (Schwarzwald) – Riegel-Malterdingen – Emmendingen – Freiburg (Breisgau) Hbf – Bad Krozingen – Müllheim (Baden) – Weil am Rhein – Basel Bad Bf (– Basel SBB (CH)) | 060 min (Karlsruhe – Offenburg; HVZ) 060 min (Offenburg – Basel Bad Bf) fünf Zugpaare (Basel Bad Bf – Basel SBB; Mo–Fr)                                                                                | DB Regio Baden-Württemberg                  | Siemens Desiro HC                                                           |
| RE8    | 780             | Stuttgart Hbf – Ludwigsburg – Bietigheim-Bissingen – Heilbronn Hbf – Bad Friedrichshall Hbf – Osterburken – Lauda – Würzburg Hbf | Stuttgart Hbf – Ludwigsburg – Bietigheim-Bissingen – Heilbronn Hbf – Bad Friedrichshall Hbf – Osterburken – Lauda – Würzburg Hbf | 060 min | Arverio Baden-Württemberg                   | Stadler Flirt 3                                                             |
| RE10a  | 655.1-2, 710.41 | Heilbronn Hbf – Bad Friedrichshall Hbf – Mosbach-Neckarelz – Neckargemünd – Heidelberg Hbf – Mannheim Hbf | Heilbronn Hbf – Bad Friedrichshall Hbf – Mosbach-Neckarelz – Neckargemünd – Heidelberg Hbf – Mannheim Hbf | 120 min | DB Regio Stuttgart                          | Bombardier Talent 2 Bombardier Talent 3                                     |
| RE10b  | 655.5, 710.42   | Heilbronn Hbf – Bad Friedrichshall Hbf – Sinsheim (Elsenz) Hbf – Meckesheim – Neckargemünd – Heidelberg Hbf – Mannheim Hbf | Heilbronn Hbf – Bad Friedrichshall Hbf – Sinsheim (Elsenz) Hbf – Meckesheim – Neckargemünd – Heidelberg Hbf – Mannheim Hbf | 120 min | DB Regio Stuttgart                          | Bombardier Talent 2 Bombardier Talent 3                                     |
| RE14a  | 740             | Stuttgart Hbf – Böblingen – Herrenberg – Eutingen im Gäu (Zugteilung) – | Horb – Rottweil | 120 min | DB Regio Baden-Württemberg                  | Bombardier Talent 2                                                         |
| RE14b  | 740, 741        | Stuttgart Hbf – Böblingen – Herrenberg – Eutingen im Gäu (Zugteilung) – | Hochdorf (b Horb) – Freudenstadt Hbf | 120 min | DB Regio Baden-Württemberg                  | Bombardier Talent 2                                                         |
| RE35   | 720             | Singen (Hohentwiel) – Radolfzell – Konstanz | Singen (Hohentwiel) – Radolfzell – Konstanz | Aktuell keine Planleistungen | DB Fernverkehr                              | Bombardier Traxx P160 AC3 + 5 Twindexx Vario Wagen (IC 2)                   |
| RE40   | 702, 710.8      | (Mannheim – Heidelberg – Bruchsal –) Karlsruhe Hbf – Rastatt – Gaggenau – Gernsbach – Forbach (Schwarzwald) – Baiersbronn – Freudenstadt Hbf (– Schopfloch (b Freudenstadt) <– Eutingen im Gäu <– Herrenberg)                                     | (Mannheim – Heidelberg – Bruchsal –) Karlsruhe Hbf – Rastatt – Gaggenau – Gernsbach – Forbach (Schwarzwald) – Baiersbronn – Freudenstadt Hbf (– Schopfloch (b Freudenstadt) <– Eutingen im Gäu <– Herrenberg)                                     | 120 min (Karlsruhe Hbf – Freudenstadt Hbf) zwei Züge (Freudenstadt Hbf – Schopfloch) ein Zug (Schopfloch – Herrenberg) ein Zugpaar (Mannheim Hbf – Freudenstadt Hbf; So)                               | DB Regio Mitte                              | Alstom Coradia Continental                                                  |
| RE45   | 710.4           | Karlsruhe Hbf – Bretten – Eppingen – Heilbronn Hbf | Karlsruhe Hbf – Bretten – Eppingen – Heilbronn Hbf | 060 min | DB Regio Mitte                              | Alstom Coradia Continental                                                  |
| RE42   | 742             | Villingen (Schwarzwald) – Schwenningen (Neckar) – Trossingen Bf – Rottweil | Villingen (Schwarzwald) – Schwenningen (Neckar) – Trossingen Bf – Rottweil | drei Zugpaare (HVZ) | Südwestdeutsche Landesverkehrs-GmbH         | Stadler Regio-Shuttle RS 1                                                  |
| RE 50  | 757             | Ulm Hbf – Langenau (Württ) – Giengen (Brenz) – Heidenheim – Aalen Hbf | Ulm Hbf – Langenau (Württ) – Giengen (Brenz) – Heidenheim – Aalen Hbf | 120 min | DB Regio Baden-Württemberg                  | Baureihe 612                                                                |
| RE55   | 743, 755        | (Villingen (Schwarzwald) –) Donaueschingen – Immendingen – Tuttlingen – Sigmaringen – Herbertingen – Riedlingen – Ehingen (Donau) – Schelklingen – Blaubeuren – Ulm Hbf                                                                           | (Villingen (Schwarzwald) –) Donaueschingen – Immendingen – Tuttlingen – Sigmaringen – Herbertingen – Riedlingen – Ehingen (Donau) – Schelklingen – Blaubeuren – Ulm Hbf                                                                           | 060 min (Donaueschingen – Ulm) drei Zugpaare (Villingen – Donaueschingen) | DB Regio Baden-Württemberg                  | Bombardier Talent Baureihe 612                                              |
| RE71   | 771             | Mühlacker – Bretten – Bruchsal – Wiesloch–Walldorf – Heidelberg Hbf | Mühlacker – Bretten – Bruchsal – Wiesloch–Walldorf – Heidelberg Hbf | 120 min | DB Regio Stuttgart                          | Bombardier Talent 2                                                         |
| RE73   | 701             | Karlsruhe Hbf – Bruchsal – Wiesloch–Walldorf – Heidelberg Hbf | Karlsruhe Hbf – Bruchsal – Wiesloch–Walldorf – Heidelberg Hbf | 060 min | DB Regio Mitte                              | Siemens Mireo                                                               |
| RE80   | 783             | Heilbronn Hbf – Öhringen Hbf – Schwäbisch Hall – Schwäbisch Hall-Hessental – Crailsheim | Heilbronn Hbf – Öhringen Hbf – Schwäbisch Hall – Schwäbisch Hall-Hessental – Crailsheim | 120 min | Westfrankenbahn                             | Siemens Desiro Classic                                                      |
| RE87   | 781, 782        | Crailsheim – Bad Mergentheim – Lauda – Tauberbischofsheim – Wertheim – Miltenberg – Aschaffenburg Hbf | Crailsheim – Bad Mergentheim – Lauda – Tauberbischofsheim – Wertheim – Miltenberg – Aschaffenburg Hbf | 060 min | Westfrankenbahn                             | Siemens Desiro Classic                                                      |
| RE90   | 785             | Stuttgart Hbf – Waiblingen – Backnang – Murrhardt – Gaildorf West – Schwäbisch Hall-Hessental – Crailsheim – Dombühl – Ansbach – Nürnberg Hbf | Stuttgart Hbf – Waiblingen – Backnang – Murrhardt – Gaildorf West – Schwäbisch Hall-Hessental – Crailsheim – Dombühl – Ansbach – Nürnberg Hbf | 120 min | Arverio Baden-Württemberg                   | Stadler Flirt 3                                                             |
| RE96   | 753, 970        | München – Buchloe – Memmingen – Leutkirch – Kißlegg – Wangen – Hergatz – Lindau-Insel – Lindau-Reutin | München – Buchloe – Memmingen – Leutkirch – Kißlegg – Wangen – Hergatz – Lindau-Insel – Lindau-Reutin | 120 min | Arverio Bayern                              | Stadler Flirt 3                                                             |
| RE 200 | 750.1           | Wendlingen (Neckar) – Merklingen – Ulm Hbf | Wendlingen (Neckar) – Merklingen – Ulm Hbf | 060 min | DB Regio Baden-Württemberg                  | Siemens Vectron + 5 ehemalige IC/EC-Wagen                                   |
| MEX12  | 760, 780        | Tübingen Hbf – Reutlingen Hbf – Metzingen (Württ) – Nürtingen – Plochingen – Esslingen (Neckar) – Stuttgart Hbf – Ludwigsburg – Bietigheim-Bissingen – Heilbronn Hbf (– Mosbach-Neckarelz)                                                        | Tübingen Hbf – Reutlingen Hbf – Metzingen (Württ) – Nürtingen – Plochingen – Esslingen (Neckar) – Stuttgart Hbf – Ludwigsburg – Bietigheim-Bissingen – Heilbronn Hbf (– Mosbach-Neckarelz)                                                        | 060 min (Tübingen – Heilbronn) drei Zugpaare (Heilbronn – Mosbach) | DB Regio Stuttgart                          | Bombardier Talent 2                                                         |
| MEX13  | 786             | Stuttgart Hbf – Waiblingen – Schorndorf – Schwäbisch Gmünd – Aalen Hbf – Ellwangen – Crailsheim | Stuttgart Hbf – Waiblingen – Schorndorf – Schwäbisch Gmünd – Aalen Hbf – Ellwangen – Crailsheim | 030 min (Stuttgart – Aalen) 060 min (Aalen – Ellwangen) 120 min (Ellwangen – Crailshaim) | Arverio Baden-Württemberg                   | Stadler Flirt 3                                                             |
| MEX16  | 750             | Stuttgart Hbf – Esslingen (Neckar) – Plochingen – Göppingen – Geislingen (Steige) – Amstetten – Ulm Hbf | Stuttgart Hbf – Esslingen (Neckar) – Plochingen – Göppingen – Geislingen (Steige) – Amstetten – Ulm Hbf | 030 min (Stuttgart – Geislingen) 060 min (Geislingen – Ulm) | Arverio Baden-Württemberg                   | Stadler Flirt 3                                                             |
| MEX17a | 770             | Stuttgart Hbf – Ludwigsburg – Bietigheim-Bissingen – Vaihingen (Enz) – Mühlacker (Zugteilung) – | Pforzheim Hbf (– Bad Wildbad/Wilferdingen-Singen – Karlsruhe Hbf) | 030 min (Bietigheim-Bissingen – Pforzheim) 060 min (Stuttgart – Bietigheim-Bissingen) fünf Zugpaare (Pforzheim – Karlsruhe) vier Zugpaare (Pforzheim – Bad Wildbad)                                    | DB Regio Stuttgart                          | Bombardier Talent 2                                                         |
| MEX17c | 770             | Stuttgart Hbf – Ludwigsburg – Bietigheim-Bissingen – Vaihingen (Enz) – Mühlacker (Zugteilung) – | Bretten – Bruchsal | 060 min | DB Regio Stuttgart                          | Bombardier Talent 2                                                         |
| MEX18  | 760, 780        | Tübingen Hbf – Reutlingen Hbf – Metzingen (Württ) – Nürtingen – Plochingen – Esslingen (Neckar) – Stuttgart Hbf – Ludwigsburg – Bietigheim-Bissingen – Heilbronn Hbf –Bad Friedrichshall Hbf – Möckmühl – Osterburken                             | Tübingen Hbf – Reutlingen Hbf – Metzingen (Württ) – Nürtingen – Plochingen – Esslingen (Neckar) – Stuttgart Hbf – Ludwigsburg – Bietigheim-Bissingen – Heilbronn Hbf –Bad Friedrichshall Hbf – Möckmühl – Osterburken                             | 060 min einzelnes Zugpaar ab Heilbronn über Weinsberg nach Öhringen-Cappel (Mo–Fr) | DB Regio Stuttgart                          | Bombardier Talent 2                                                         |
| MEX18  | 760, 780        | Tübingen Hbf – Reutlingen Hbf – Metzingen (Württ) – Nürtingen – Plochingen – Esslingen (Neckar) – Stuttgart Hbf – Ludwigsburg – Bietigheim-Bissingen – Heilbronn Hbf –Bad Friedrichshall Hbf – Möckmühl – Osterburken                             | Tübingen Hbf – Reutlingen Hbf – Metzingen (Württ) – Nürtingen – Plochingen – Esslingen (Neckar) – Stuttgart Hbf – Ludwigsburg – Bietigheim-Bissingen – Heilbronn Hbf –Bad Friedrichshall Hbf – Möckmühl – Osterburken                             | 060 min einzelnes Zugpaar ab Heilbronn über Weinsberg nach Öhringen-Cappel (Mo–Fr) | DB Regio Stuttgart                          | Bombardier Talent 2                                                         |
| MEX19  | 785             | Stuttgart Hbf – Waiblingen – Backnang – Murrhardt – Gaildorf West | Stuttgart Hbf – Waiblingen – Backnang – Murrhardt – Gaildorf West | 060 min (nicht abends) | DB Regio Baden-Württemberg                  | Bombardier Talent 2                                                         |
| MEX90  | 785             | Stuttgart Hbf – Waiblingen – Backnang – Murrhardt – Gaildorf West – Schwäbisch Hall-Hessental (– Crailsheim) | Stuttgart Hbf – Waiblingen – Backnang – Murrhardt – Gaildorf West – Schwäbisch Hall-Hessental (– Crailsheim) | 120 min (Stuttgart – Hessental; nicht abends) 060 min (Stuttgart – Hessental; abends) vier Zugpaare (Hessental – Crailsheim)                                                                           | DB Regio Baden-Württemberg                  | Bombardier Talent 2                                                         |
| RB 11  | 790.11          | Stuttgart-Untertürkheim – Kornwestheim | Stuttgart-Untertürkheim – Kornwestheim | sechs Zugpaare (Mo–Fr) | DB Regio S-Bahn Stuttgart                   | Baureihe 426                                                                |
| RB 26  | 702             | (Müllheim – Bad Krozingen – Schallstadt –) Freiburg (Breisgau) Hbf – Emmendingen – Riegel-Malterdingen – Lahr – Offenburg | (Müllheim – Bad Krozingen – Schallstadt –) Freiburg (Breisgau) Hbf – Emmendingen – Riegel-Malterdingen – Lahr – Offenburg | 060 min (Freiburg – Offenburg) drei Zugpaare (Müllheim – Freiburg) | DB Regio Baden-Württemberg                  | Siemens Mireo                                                               |
| RB 27  | 702             | (Offenburg – Riegel-Malterdingen – Denzlingen –) Freiburg (Breisgau) Hbf – Ebringen – Schallstadt – Bad Krozingen – Heitersheim – Müllheim (Baden) – Weil am Rhein – Basel Bad Bf                                                                 | (Offenburg – Riegel-Malterdingen – Denzlingen –) Freiburg (Breisgau) Hbf – Ebringen – Schallstadt – Bad Krozingen – Heitersheim – Müllheim (Baden) – Weil am Rhein – Basel Bad Bf                                                                 | 060 min (Freiburg – Basel) vier Zugpaare (Offenburg – Freiburg) | DB Regio Baden-Württemberg                  | Siemens Mireo                                                               |
| RB 27  | 702             | Müllheim (Baden) – Neuenburg (Baden) | Müllheim (Baden) – Neuenburg (Baden) | 060 min | DB Regio Baden-Württemberg                  | Siemens Mireo                                                               |
| RB 28  | 703             | (Freiburg (Breisgau) Hbf –) Müllheim (Baden) – Neuenburg (Baden) – Bantzenheim (F) – Mulhouse-Ville (F) | (Freiburg (Breisgau) Hbf –) Müllheim (Baden) – Neuenburg (Baden) – Bantzenheim (F) – Mulhouse-Ville (F) | 120 min (Müllheim – Mulhouse) ein Zugpaar (Freiburg – Müllheim) | SNCF TER Grand Est                          | Alstom Coradia A TER                                                        |
| RB 30  | 730             | Basel Bad Bf – Grenzach – Rheinfelden (Baden) – Bad Säckingen – Albbruck – Laufenburg – Waldshut – Tiengen – Lauchringen (– Erzingen) | Basel Bad Bf – Grenzach – Rheinfelden (Baden) – Bad Säckingen – Albbruck – Laufenburg – Waldshut – Tiengen – Lauchringen (– Erzingen) | 030 min (Basel – Waldshut) 060 min (Waldshut – Lauchringen) ein Zugpaar (Lauchringen – Erzingen) | DB Regio Baden-Württemberg                  | Alstom Coradia A TER Bombardier Talent                                      |
| RB 31  | 731             | (Singen (Hohentwiel) -) Radolfzell – Ludwigshafen (Bodensee) – Überlingen – Salem – Markdorf (Baden) – Friedrichshafen Stadt | (Singen (Hohentwiel) -) Radolfzell – Ludwigshafen (Bodensee) – Überlingen – Salem – Markdorf (Baden) – Friedrichshafen Stadt | 060 min (Radolfzell – Friedrichshafen) ein Zugpaar (Singen – Radolfzell) | DB Regio Baden-Württemberg                  | Alstom Coradia LINT Stadler Regio-Shuttle RS1                               |
| RB 32a | 732             | Stockach – Meßkirch – Mengen | Stockach – Meßkirch – Mengen | drei Zugpaare (So, Mai–Oktober) | SWEG Südwestdeutsche Landesverkehrs-GmbH    | Stadler Regio-Shuttle RS1                                                   |
| RB 37  | 730, 737        | Waldshut – Lauchringen West – Wutöschingen – Eggingen – Stühlingen (– Weizen) | Waldshut – Lauchringen West – Wutöschingen – Eggingen – Stühlingen (– Weizen) | 120 min (Waldshut – Stühlingen) zwei Zugpaare (Stühlingen – Weizen) | DB Regio Baden-Württemberg                  | Alstom Coradia A TER                                                        |
| RB 41  | 702, 710.8      | Karlsruhe Hbf – Ettlingen West - Rastatt – Gaggenau – Gernsbach – Forbach (Schwarzwald) (– Baiersbronn – Freudenstadt Hbf – Schopfloch (b Freudenstadt) -> Herrenberg)                                                                            | Karlsruhe Hbf – Ettlingen West - Rastatt – Gaggenau – Gernsbach – Forbach (Schwarzwald) (– Baiersbronn – Freudenstadt Hbf – Schopfloch (b Freudenstadt) -> Herrenberg)                                                                            | 060 min (Karlsruhe – Forbach) drei Zugpaare (Forbach – Freudenstadt) zwei Züge (Freudenstadt Hbf – Schopfloch) ein Zug (Schopfloch – Herrenberg)                                                       | DB Regio Mitte                              | Alstom Coradia Continental                                                  |
| RB 42  | 742             | Bräunlingen – Donaueschingen – Villingen (Schwarzw) – Schwenningen (Neckar) – Trossingen Bf – Rottweil | Bräunlingen – Donaueschingen – Villingen (Schwarzw) – Schwenningen (Neckar) – Trossingen Bf – Rottweil | 060 min | SWEG Südwestdeutsche Landesverkehrs-GmbH    | Stadler Regio-Shuttle RS1                                                   |
| RB 42a | 742.1           | Trossingen Bf – Trossingen Stadt | Trossingen Bf – Trossingen Stadt | 030 min (HVZ) 060 min | SWEG Südwestdeutsche Landesverkehrs-GmbH    | Stadler Regio-Shuttle RS1                                                   |
| RB 43  | 743             | Rottweil – Spaichingen – Tuttlingen – Immendingen – Geisingen-Leipferdingen (– Blumberg-Zollhaus) | Rottweil – Spaichingen – Tuttlingen – Immendingen – Geisingen-Leipferdingen (– Blumberg-Zollhaus) | 060 min (Rottweil – Leipferdingen) vier Zugpaare (Leipferdingen – Zollhaus) | SWEG Südwestdeutsche Landesverkehrs-GmbH    | Stadler Regio-Shuttle RS1                                                   |
| RB 43a | 743             | (Sigmaringen – Beuron –) Fridingen – Tuttlingen – Immendingen (– Geisingen-Leipferdingen – Blumberg-Zollhaus) | (Sigmaringen – Beuron –) Fridingen – Tuttlingen – Immendingen (– Geisingen-Leipferdingen – Blumberg-Zollhaus) | ein Zugpaar (Sigmaringen – Fridingen; Mo–Fr) sechs Zugpaare (Fridingen – Tuttlingen; Mo–Fr) drei Zugpaare (Tuttlingen – Immendingen; Mo–Fr) drei Zugpaare (Sigmaringen – Zollhaus; Sa–So, Mai–Oktober) | SWEG Südwestdeutsche Landesverkehrs-GmbH    | Stadler Regio-Shuttle RS1                                                   |
| RB 44  | 702             | Karlsruhe Hbf – Ettlingen West - Rastatt – Baden-Baden (– Bühl – Achern) | Karlsruhe Hbf – Ettlingen West - Rastatt – Baden-Baden (– Bühl – Achern) | 060 min (Karlsruhe – Rastatt) sieben Zugpaare (Rastatt – Baden-Baden) vier Zugpaare (Baden-Baden – Bühl) ein Zugpaar (Bühl – Achern)                                                                   | DB Regio Mitte                              | Alstom Coradia Continental                                                  |
| RB 46  | 790.72          | Böblingen – Holzgerlingen – Dettenhausen | Böblingen – Holzgerlingen – Dettenhausen | 015 min (Böblingen – Holzgerlingen; HVZ) 030 min (Holzgerlingen – Dettenhausen) | WEG Württembergische Eisenbahn-Gesellschaft | Baureihe 426 Stadler Regio-Shuttle RS1                                      |
| RB 47  | 790.61          | Korntal – Münchingen – Schwieberdingen – Heimerdingen | Korntal – Münchingen – Schwieberdingen – Heimerdingen | 030 min | WEG Württembergische Eisenbahn-Gesellschaft | Stadler Regio-Shuttle RS1                                                   |
| RB 52  | 752             | Aulendorf – Bad Waldsee – Bad Wurzach | Aulendorf – Bad Waldsee – Bad Wurzach | vier Zugpaare (So, Mai–Oktober) | DB Regio Baden-Württemberg                  | Stadler Regio-Shuttle RS1                                                   |
| RB 53  | 753, 766        | (Albstadt-Ebingen –) Sigmaringen – Herbertingen – Aulendorf – Kißlegg – Leutkirch / (Wangen (Allgäu)) | (Albstadt-Ebingen –) Sigmaringen – Herbertingen – Aulendorf – Kißlegg – Leutkirch / (Wangen (Allgäu)) | 060 min (Aulendorf – Kißlegg) 120 min (Kißlegg – Leutkirch) 120 min (Sigmaringen – Aulendorf) zwei Zugpaare (Kißlegg – Wangen)                                                                         | DB Regio Baden-Württemberg                  | Stadler Regio-Shuttle RS1 Baureihe 628                                      |
| RB 54  | 754             | Aulendorf – Altshausen – Pfullendorf | Aulendorf – Altshausen – Pfullendorf | drei Zugpaare (So, Mai–Oktober) | DB Regio Baden-Württemberg                  | Stadler Regio-Shuttle RS1                                                   |
| RB 58  | 758             | Amstetten (Württ) – Gerstetten | Amstetten (Württ) – Gerstetten | drei Zugpaare (So, Mai–Oktober) | Schwäbische Alb-Bahn                        | NE 81                                                                       |
| RB 59  | 755, 759        | Gammertingen – Engstingen – Münsingen – Schelklingen (– Ulm Hbf) | Gammertingen – Engstingen – Münsingen – Schelklingen (– Ulm Hbf) | sechs Zugpaare (Gammertingen – Münsingen) vier Zugpaare (Münsingen – Schelklingen) zwei Zugpaare (Schelklingen – Ulm)                                                                                  | Schwäbische Alb-Bahn                        | NE 81                                                                       |
| RB 59a | 759, 768        | Sigmaringen – Veringenstadt – Gammertingen – Trochtelfingen – Engstingen | Sigmaringen – Veringenstadt – Gammertingen – Trochtelfingen – Engstingen | drei Zugpaare (So, Mai–Oktober) | SWEG Südwestdeutsche Landesverkehrs-GmbH    | Alstom Coradia LINT                                                         |
| RB 61  | 790.21          | Schorndorf – Rudersberg – Rudersberg-Oberndorf | Schorndorf – Rudersberg – Rudersberg-Oberndorf | 060 min | WEG Württembergische Eisenbahn-Gesellschaft | Stadler Regio-Shuttle RS1 NE 81                                             |
| RB 63  | 760, 763, 764   | Herrenberg – Entringen – Tübingen – Reutlingen – Metzingen (Württ) – Dettingen (Erms) – Bad Urach | Herrenberg – Entringen – Tübingen – Reutlingen – Metzingen (Württ) – Dettingen (Erms) – Bad Urach | 015 min (Entringen – Tübingen; HVZ)30 min (Herrenberg – Entringen und Tübingen - Metzingen) 060 min (Metzingen – Bad Urach)                                                                            | DB Regio Baden-Württemberg                  | Alstom Coradia Continental                                                  |
| RB 64  | 790.64          | Kirchheim (Teck) – Owen (Teck) – Oberlenningen | Kirchheim (Teck) – Owen (Teck) – Oberlenningen | 060 min | DB Regio S-Bahn Stuttgart                   | Stadler Regio-Shuttle RS1                                                   |
| RB 65  | 762             | Nürtingen – Neuffen | Nürtingen – Neuffen | 030 min HVZ 60 min | WEG Württembergische Eisenbahn-Gesellschaft | Stadler Regio-Shuttle RS1                                                   |
| RB 66  | 766             | Tübingen Hbf – Mössingen – Hechingen – Balingen (Württ) – Albstadt-Ebingen – Sigmaringen | Tübingen Hbf – Mössingen – Hechingen – Balingen (Württ) – Albstadt-Ebingen – Sigmaringen | 030 min (Tübingen – Hechingen; HVZ) 060 min (Hechingen – Albstadt) 120 min (Albstadt – Sigmaringen) | SWEG Südwestdeutsche Landesverkehrs-GmbH    | Alstom Coradia LINT                                                         |
| RB 67  | 767             | Eyach – Haigerloch – Hechingen LB | Eyach – Haigerloch – Hechingen LB | 120 min / fünf Zugpaare (So, Mai–Oktober) | SWEG Südwestdeutsche Landesverkehrs-GmbH    | Alstom Coradia LINT                                                         |
| RB 68  | 768             | Hechingen – Burladingen – Gammertingen – Veringenstadt – Sigmaringen | Hechingen – Burladingen – Gammertingen – Veringenstadt – Sigmaringen | 060 min (Hechingen – Gammertingen) 120 min (Gammertingen – Sigmaringen) | SWEG Südwestdeutsche Landesverkehrs-GmbH    | Alstom Coradia LINT                                                         |
| RB 69  | 769             | Balingen (Württ) – Schömberg (b Balingen) | Balingen (Württ) – Schömberg (b Balingen) | 120 min / fünf Zugpaare (So, Mai–Oktober) | SWEG Südwestdeutsche Landesverkehrs-GmbH    | Alstom Coradia LINT                                                         |
| RB 72  | 772             | (Pforzheim –) Maulbronn West – Maulbronn Stadt/Kloster | (Pforzheim –) Maulbronn West – Maulbronn Stadt/Kloster | sieben Zugpaare (Maulbronn West – Stadt) drei Zugpaare (Pforzheim – Maulbronn West) | DB Regio Baden-Württemberg                  | Stadler Regio-Shuttle RS1                                                   |
| RB 74  | 774             | Tübingen Hbf – Rottenburg (Neckar) – Horb – Hochdorf (b Horb) – Nagold – Calw – Bad Liebenzell – Pforzheim Hbf | Tübingen Hbf – Rottenburg (Neckar) – Horb – Hochdorf (b Horb) – Nagold – Calw – Bad Liebenzell – Pforzheim Hbf | 030 min (Pforzheim – Nagold, Mo-Fr) 060 min (Nagold – Tübingen) | DB Regio Baden-Württemberg                  | Stadler Regio-Shuttle RS1                                                   |
| RB 79  | 707             | Neckarbischofsheim Nord – Neckarbischofsheim Stadt – Helmhof – Untergimpern – Obergimpern – Siegelsbach – Hüffenhardt | Neckarbischofsheim Nord – Neckarbischofsheim Stadt – Helmhof – Untergimpern – Obergimpern – Siegelsbach – Hüffenhardt | sechs Zugpaare (sonn- und feiertags sowie jeweils am 2. und 4. Mittwoch des Monats, Mai–Oktober) | DB Regio Mitte                              | Uerdinger Schienenbus                                                       |
| RB 83  | 783             | Heilbronn Hbf – Öhringen Hbf – Schwäbisch Hall – Schwäbisch Hall-Hessental | Heilbronn Hbf – Öhringen Hbf – Schwäbisch Hall – Schwäbisch Hall-Hessental | 120 min | Westfrankenbahn                             | Siemens Desiro Classic                                                      |
| RB 84  | 784             | Miltenberg – Walldürn – Seckach | Miltenberg – Walldürn – Seckach | 060 min | Westfrankenbahn                             | Siemens Desiro Classic                                                      |
| RB 85  | 780             | Osterburken – Lauda – Würzburg Hbf | Osterburken – Lauda – Würzburg Hbf | 060 min | DB Regio Bayern                             | Alstom Coradia Continental                                                  |
| RB 88  | 782             | Crailsheim – Bad Mergentheim – Lauda – Tauberbischofsheim – Wertheim | Crailsheim – Bad Mergentheim – Lauda – Tauberbischofsheim – Wertheim | 060 min (Bad Mergentheim – Tauberbischofsheim) 120 min (Tauberbischofsheim – Wertheim) 120 min (Crailsheim – Bad Mergentheim)                                                                          | Westfrankenbahn                             | Siemens Desiro Classic                                                      |
| RB 91  | 751             | Aulendorf – Ravensburg – Friedrichshafen Stadt – Friedrichshafen Hafen | Aulendorf – Ravensburg – Friedrichshafen Stadt – Friedrichshafen Hafen | 030 min (Ravensburg – Friedrichshafen Hafen) 060 min (Aulendorf – Ravensburg) | Bodensee-Oberschwaben-Bahn                  | Baureihe 426                                                                |
| RB 92  | 753, 971        | Memmingen – Leutkirch – Kißlegg – Wangen – Hergatz – Lindau-Insel | Memmingen – Leutkirch – Kißlegg – Wangen – Hergatz – Lindau-Insel | 120 min | Arverio Bayern                              | Stadler Flirt 3                                                             |
| RB 93  | 751             | Friedrichshafen Stadt – Kressbronn – Lindau-Insel | Friedrichshafen Stadt – Kressbronn – Lindau-Insel | 60 min | DB Regio Baden-Württemberg                  | Baureihe 425                                                                |

1. ↑  Die IC-Züge der Gäubahn fahren zwischen Singen und Stuttgart Hbf gleichzeitig als RE 87.
2. ↑  Zwischen Friedrichshafen und Lindau-Reutin besteht seit dem 11. Dezember 2022 eine Tagesrandverbindung des RE5, die als Direktverbindung zwischen Lindau-Reutin und Stuttgart (morgens) und zwischen Stuttgart und Lindau-Reutin (spät abends) angeboten wird. Regulär beginnen und enden alle Züge in Friedrichshafen Stadt.
3. ↑  Der Freizeit-Express „Murgtäler Radexpress“ fährt ganzjährig an allen Sonn- und Feiertagen als „RE 40“ umsteigefrei zwischen Mannheim Hbf und Freudenstadt Hbf.
4. ↑  Mo–Fr; ein Zug fährt morgens von Herrenberg über Freudenstadt weiter nach Karlsruhe, ein Zugpaar fährt nachmittags von Freudenstadt Hbf weiter bis nach Schopfloch (bei Freudenstadt) und wieder zurück
5. ↑  Mo–Fr; ein Zug fährt von Heilbronn Hbf nach Öhringen-Cappel als „RB 18“, zurück fährt dieser als „MEX 18“ nach Tübingen Hbf.
6. ↑  Zugnummertausch

### S-Bahn Basel
| Linie | KBS | Verlauf                                                                                     | Takt                                                                           | EVU      | Fahrzeuge im Regelbetrieb |
| ----- | --- | ------------------------------------------------------------------------------------------- | ------------------------------------------------------------------------------ | -------- | ------------------------- |
| S 5   | 734 | Weil am Rhein – Weil am Rhein Ost – Lörrach Hbf – Steinen (– Schopfheim – Zell (Wiesental)) | 030 min (Weil am Rhein – Steinen, Mo–Fr) 060 min (Weil am Rhein – Zell, Sa–So) | SBB GmbH | Stadler Flirt             |
| S 6   | 735 | Basel SBB – Riehen – Lörrach Hbf – Steinen – Schopfheim – Zell (Wiesental)                  | 030 min                                                                        | SBB GmbH | Stadler Flirt             |

### Breisgau-S-Bahn
| Linie | KBS | Verlauf                                                                                                  | Verlauf                                                                                                  | Verlauf                                                                                                  | Takt                                                                       | EVU                                 | Fahrzeuge im Regelbetrieb  |
| ----- | --- | --- | --- | --- | -------------------------------------------------------------------------- | ----------------------------------- | -------------------------- |
| S 1   | 727 | Breisach –                                                                                               | Gottenheim – Freiburg Hbf – Kirchzarten – Titisee –                                                      | Neustadt (Schwarzwald)                                                                                   | 030 min (Endingen – Kirchzarten) 060 min (Kirchzarten – Seebrugg/Neustadt) | DB Regio Baden-Württemberg          | Alstom Coradia Continental |
| S 1   | 727 | Breisach –                                                                                               | Gottenheim – Freiburg Hbf – Kirchzarten – Titisee –                                                      | Seebrugg                                                                                                 | 030 min (Endingen – Kirchzarten) 060 min (Kirchzarten – Seebrugg/Neustadt) | DB Regio Baden-Württemberg          | Alstom Coradia Continental |
| S 11  | 727 | Endingen am Kaiserstuhl –                                                                                | Gottenheim – Freiburg Hbf – Kirchzarten – Titisee –                                                      | Neustadt (Schwarzwald)                                                                                   | 030 min (Breisach – Kirchzarten) 060 min (Kirchzarten – Seebrugg/Neustadt) | DB Regio Baden-Württemberg          | Alstom Coradia Continental |
| S 11  | 727 | Endingen am Kaiserstuhl –                                                                                | Gottenheim – Freiburg Hbf – Kirchzarten – Titisee –                                                      | Seebrugg                                                                                                 | 030 min (Breisach – Kirchzarten) 060 min (Kirchzarten – Seebrugg/Neustadt) | DB Regio Baden-Württemberg          | Alstom Coradia Continental |
| S 11  | 727 | Endingen am Kaiserstuhl –                                                                                | S 1 und S 11 verkehren auf diesem Abschnitt vereinigt.                                                   | | 030 min (Breisach – Kirchzarten) 060 min (Kirchzarten – Seebrugg/Neustadt) | DB Regio Baden-Württemberg          | Alstom Coradia Continental |
| S 10  | 727 | Freiburg Hbf – Kirchzarten – Titisee – Neustadt (Schwarzwald) – Donaueschingen – Villingen (Schwarzwald) | Freiburg Hbf – Kirchzarten – Titisee – Neustadt (Schwarzwald) – Donaueschingen – Villingen (Schwarzwald) | Freiburg Hbf – Kirchzarten – Titisee – Neustadt (Schwarzwald) – Donaueschingen – Villingen (Schwarzwald) | 060 min                                                                    | DB Regio Baden-Württemberg          | Alstom Coradia Continental |
| S 2   | 726 | Freiburg Hbf – Denzlingen – Bleibach – Elzach                                                            | Freiburg Hbf – Denzlingen – Bleibach – Elzach                                                            | Freiburg Hbf – Denzlingen – Bleibach – Elzach                                                            | 030 min (Freiburg – Bleibach) 060 min (Bleibach – Elzach)                  | Südwestdeutsche Landesverkehrs-GmbH | Bombardier Talent 3        |
| S 3   | 725 | Bad Krozingen – Staufen – Staufen Süd – Münstertal                                                       | Bad Krozingen – Staufen – Staufen Süd – Münstertal                                                       | Bad Krozingen – Staufen – Staufen Süd – Münstertal                                                       | 030 min (Bad Krozingen – Staufen Süd) 060 min (Staufen Süd – Münstertal)   | Südwestdeutsche Landesverkehrs-GmbH | Bombardier Talent 3        |
| S 5   | 723 | Breisach – Jechtingen – Sasbach – Endingen am Kaiserstuhl – Riegel-Malterdingen                          | Breisach – Jechtingen – Sasbach – Endingen am Kaiserstuhl – Riegel-Malterdingen                          | Breisach – Jechtingen – Sasbach – Endingen am Kaiserstuhl – Riegel-Malterdingen                          | 060 min                                                                    | Südwestdeutsche Landesverkehrs-GmbH | Bombardier Talent 3        |

### Regio S-Bahn Ortenau
| Linie | KBS     | Verlauf                                                            | Takt | EVU                                      | Fahrzeuge im Regelbetrieb  |
| ----- | ------- | ------------------------------------------------------------------ | --- | ---------------------------------------- | -------------------------- |
| RS 1  | 721     | Offenburg – Hausach – Freudenstadt                                 | 60 min 30 min (Offenburg – Hausach) Werktags durch Verlängerung von RS2 Züge weiter nach Hausach als RS1 | SWEG Südwestdeutsche Landesverkehrs-GmbH | Siemens Mireo Plus B       |
| RS 2  | 720/718 | Offenburg – Appenweier – Oberkirch – Bad Griesbach                 | 60 min 30 min (Offenburg – Hausach) Werktags durch Verlängerung von RS2 Züge weiter nach Hausach als RS1 | SWEG Südwestdeutsche Landesverkehrs-GmbH | Siemens Mireo Plus B       |
| RS 3  | 717     | Achern – Kappelrodeck – Ottenhöfen                                 | 60 min (Achern – Ottenhöfen) zwei Zugpaare (Offenburg – Achern)                                          | SWEG Südwestdeutsche Landesverkehrs-GmbH | Siemens Mireo Plus B       |
| RS 4  | 719     | Offenburg – Appenweier – Kehl – Strasbourg (F)                     | 30 min (Offenburg – Strasbourg) ein Zugpaar (bis Kreisschulzentrum)                                      | SWEG Südwestdeutsche Landesverkehrs-GmbH | Stadler Regio-Shuttle RS 1 |
| RS 4  | 719     | Offenburg – Appenweier – Kehl – Strasbourg (F)                     | 30 min (Offenburg – Strasbourg) ein Zugpaar (bis Kreisschulzentrum)                                      | SNCF TER Grand Est                       | Alstom Coradia A TER       |
| RS 11 | 721     | Hausach – Gutach Freilichtmuseum – Hornberg                        | 60 min                                                                                                   | SWEG Südwestdeutsche Landesverkehrs-GmbH | Siemens Mireo Plus B       |
| RS 12 | 722     | Biberach (Baden) – Zell im Harmersbach – Oberharmersbach-Riersbach | 60 min (Biberach – Oberharmersbach-Riersbach) drei Zugpaare (Offenburg – Biberach)                       | SWEG Südwestdeutsche Landesverkehrs-GmbH | Siemens Mireo Plus B       |

### Regio-S-Bahn Donau-Iller
| Linie | KBS | Verlauf                                                                                           | Takt | EVU                                 | Fahrzeuge im Regelbetrieb |
| ----- | --- | ------------------------------------------------------------------------------------------------- | --- | ----------------------------------- | ------------------------- |
| RS 2  | 751 | Ulm Hbf – Laupheim West – Biberach (Riß) – Biberach (Riß) Süd                                     | 060 min (Mo–Fr)                                                                                                | DB Regio Baden-Württemberg          | Baureihe 425/426          |
| RS 21 | 751 | Ulm Hbf – Laupheim West – Laupheim Stadt – Biberach (Riß) – Biberach (Riß) Süd (– Aulendorf)      | 060 min (Ulm – Biberach) zwei Zugpaare (Biberach – Aulendorf)                                                  | DB Regio Baden-Württemberg          | Baureihe 425/426          |
| RS 3  | 755 | (Sigmaringen –) Munderkingen – Ehingen (Donau) – Schelklingen – Blaubeuren – Herrlingen – Ulm Hbf | 030 min (Herrlingen – Ulm; Mo–Fr) 060 min (Munderkingen – Herrlingen) ein Zugpaar (Sigmaringen – Munderkingen) | Südwestdeutsche Landesverkehrs-GmbH | Alstom Coradia Lint 41    |
| RS 5  | 757 | Ulm Hbf – Langenau (Württ) – Giengen (Brenz) – Heidenheim – Aalen Hbf                             | 060 min | Südwestdeutsche Landesverkehrs-GmbH | Alstom Coradia Lint 41    |
| RS 51 | 757 | Ulm Hbf – Thalfingen (b Ulm) – Langenau (Württ)                                                   | 060 min | Südwestdeutsche Landesverkehrs-GmbH | Alstom Coradia Lint 41    |
| RS 7  | 975 | Ulm Hbf – Senden – Illertissen – Memmingen                                                        | 060 min | DB Regio Bayern                     | Alstom Coradia Lint 41/54 |
| RS 71 | 976 | Ulm Hbf – Senden – Weißenhorn                                                                     | 060 min | DB Regio Bayern                     | Alstom Coradia Lint 41/54 |

### Stadtbahn Heilbronn und Stadtbahn Karlsruhe
Die Stadtbahnen Heilbronn und Karlsruhe nutzen neben Straßenbahnnetzen in den Stadtgebieten, auf denen ein Betrieb nach der Straßenbahn-Bau- und Betriebsordnung (BOStrab) stattfindet, auch umliegende Eisenbahnstrecken, die nach der Eisenbahn-Bau- und Betriebsordnung (EBO) betrieben werden. Diese Besonderheit ist auch als „Karlsruher Modell“ bekannt.
| Linie | KBS           | Verlauf | Verlauf | Takt | EVU                          | Fahrzeuge im Regelbetrieb                                    |
| ----- | ------------- | --- | --- | --- | ---------------------------- | ------------------------------------------------------------ |
| S 1   | 710.1         | Hochstetten – Neureut-Kirchfeld – Karlsruhe Hbf – Ettlingen-Albgaubad – Busenbach – Bad Herrenalb | Hochstetten – Neureut-Kirchfeld – Karlsruhe Hbf – Ettlingen-Albgaubad – Busenbach – Bad Herrenalb | 010/20 min (Neureut-Kirchfeld – Ettlingen-Albgaubad) 020/40 min (Hochstetten – Neureut-Kirchfeld) 020/40 min (Ettlingen-Albgaubad – Bad Herrenalb) | Albtal-Verkehrs-Gesellschaft | Vossloh/Stadler CityLink (NET 2012)                          |
| S 11  | 710.1         | Hochstetten – Neureut-Kirchfeld – Karlsruhe Hbf – Ettlingen-Albgaubad – Busenbach – Ittersbach-Rathaus | Hochstetten – Neureut-Kirchfeld – Karlsruhe Hbf – Ettlingen-Albgaubad – Busenbach – Ittersbach-Rathaus | 030 min (Neureut-Kirchfeld – Ittersbach-Rathaus) 060 min (Hochstetten – Neureut-Kirchfeld)                                                         | Albtal-Verkehrs-Gesellschaft | Vossloh/Stadler CityLink (NET 2012)                          |
| S 12  | 710.1         | Karlsruhe-Rheinhafen – Karlsruhe Albtalbahnhof – Ettlingen Stadt – Busenbach – Ittersbach-Rathaus | Karlsruhe-Rheinhafen – Karlsruhe Albtalbahnhof – Ettlingen Stadt – Busenbach – Ittersbach-Rathaus | vier Zugpaare | Albtal-Verkehrs-Gesellschaft | Vossloh/Stadler CityLink (NET 2012)                          |
| S 31  | 710.3         | Karlsruhe Hbf – Karlsruhe-Durlach – Bruchsal – Ubstadt Ort – | Odenheim | 020 min (Bruchsal – Odenheim/Menzingen) 020/40 min (Karlsruhe – Bruchsal)                                                                          | Albtal-Verkehrs-Gesellschaft | GT8-100C/2S GT8-100D/2S-M                                    |
| S 32  | 710.3         | Karlsruhe Hbf – Karlsruhe-Durlach – Bruchsal – Ubstadt Ort – | Menzingen (Baden) | 020 min (Bruchsal – Odenheim/Menzingen) 020/40 min (Karlsruhe – Bruchsal)                                                                          | Albtal-Verkehrs-Gesellschaft | GT8-100C/2S GT8-100D/2S-M                                    |
| S 4   | 710.4         | Karlsruhe Albtalbahnhof – Karlsruhe Hbf – Karlsruhe-Durlach – Grötzingen – Bretten – Flehingen – Eppingen – Schwaigern West – Heilbronn Hbf – Willsbach – Öhringen-Cappel                                  | Karlsruhe Albtalbahnhof – Karlsruhe Hbf – Karlsruhe-Durlach – Grötzingen – Bretten – Flehingen – Eppingen – Schwaigern West – Heilbronn Hbf – Willsbach – Öhringen-Cappel                                  | 030 min (Karlsruhe – Flehingen) 030 min (Schwaigern West – Öhringen-Cappel) 060 min (Flehingen – Schwaigern West)                                  | Albtal-Verkehrs-Gesellschaft | GT8-100D/2S-M Bombardier Flexity Swift (ET 2010)             |
| S 41  | 710.41        | Heilbronn Hbf – Neckarsulm – Bad Friedrichshall Hbf – Mosbach-Neckarelz – Mosbach (Baden) | Heilbronn Hbf – Neckarsulm – Bad Friedrichshall Hbf – Mosbach-Neckarelz – Mosbach (Baden) | 030 min (Neckarelz – Mosbach) 060 min (Heilbronn – Neckarelz)                                                                                      | Albtal-Verkehrs-Gesellschaft | Bombardier Flexity Swift (ET 2010)                           |
| S 42  | 710.41        | Heilbronn Hbf – Neckarsulm – Bad Friedrichshall Hbf – Bad Rappenau – Sinsheim (Elsenz) Hbf | Heilbronn Hbf – Neckarsulm – Bad Friedrichshall Hbf – Bad Rappenau – Sinsheim (Elsenz) Hbf | 030 min (Heilbronn – Bad Rappenau) 060 min (Bad Rappenau – Sinsheim)                                                                               | Albtal-Verkehrs-Gesellschaft | Bombardier Flexity Swift (ET 2010)                           |
| S 5   | 710.5         | Wörth (Rhein)-Badepark – Wörth (Rhein) – Maxau – Karlsruhe-Rheinbergstraße – Karlsruhe-Marktplatz – Karlsruhe-Durlach – Grötzingen – Berghausen (Baden) – Söllingen – Pforzheim Hbf                        | Wörth (Rhein)-Badepark – Wörth (Rhein) – Maxau – Karlsruhe-Rheinbergstraße – Karlsruhe-Marktplatz – Karlsruhe-Durlach – Grötzingen – Berghausen (Baden) – Söllingen – Pforzheim Hbf                        | 010 min (Rheinbergstraße – Söllingen) 020 min (Wörth-Badepark – Rheinbergstraße) 020/40 min (Söllingen – Pforzheim)                                | Albtal-Verkehrs-Gesellschaft | GT8-100D/2S-M Bombardier Flexity Swift (ET 2010)             |
| S 51  | 710.5, 710.51 | Germersheim – Rheinzabern – Wörth (Rhein) – Maxau – Karlsruhe-Marktplatz – Karlsruhe-Durlach – Grötzingen – Berghausen (Baden) – Söllingen                                                                 | Germersheim – Rheinzabern – Wörth (Rhein) – Maxau – Karlsruhe-Marktplatz – Karlsruhe-Durlach – Grötzingen – Berghausen (Baden) – Söllingen                                                                 | 060 min (Germersheim – Berghausen) 060 min (Berghausen – Söllingen, nachmittags)                                                                   | Albtal-Verkehrs-Gesellschaft | GT8-100D/2S-M Bombardier Flexity Swift (ET 2010)             |
| S 52  | 710.51        | Germersheim – Rheinzabern – Wörth (Rhein) – Karlsruhe West – Karlsruhe-Albtalbahnhof – Karlsruhe Hbf – Karlsruhe-Marktplatz                                                                                | Germersheim – Rheinzabern – Wörth (Rhein) – Karlsruhe West – Karlsruhe-Albtalbahnhof – Karlsruhe Hbf – Karlsruhe-Marktplatz                                                                                | vier Zugpaare | Albtal-Verkehrs-Gesellschaft | GT8-100D/2S-M Bombardier Flexity Swift (ET 2010)             |
| S 6   | 710.6         | Pforzheim – Brötzingen Mitte – Birkenfeld (Württ) – Neuenbürg (Württ) – Höfen (Enz) – Calmbach – Bad Wildbad Bf – Bad Wildbad Kurpark                                                                      | Pforzheim – Brötzingen Mitte – Birkenfeld (Württ) – Neuenbürg (Württ) – Höfen (Enz) – Calmbach – Bad Wildbad Bf – Bad Wildbad Kurpark                                                                      | 060 min und Verstärkerfahrten | Albtal-Verkehrs-Gesellschaft | GT8-100D/2S-M                                                |
| S 7   | 710.7         | Achern – Baden-Baden – Rastatt – Durmersheim – Karlsruhe-Albtalbahnhof – Karlsruhe Hbf – Karlsruhe-Marktplatz – Karlsruhe-Tullastraße                                                                      | Achern – Baden-Baden – Rastatt – Durmersheim – Karlsruhe-Albtalbahnhof – Karlsruhe Hbf – Karlsruhe-Marktplatz – Karlsruhe-Tullastraße                                                                      | 060 min | Albtal-Verkehrs-Gesellschaft | GT8-100D/2S-M Bombardier Flexity Swift (ET 2010)             |
| S 71  | 710.7         | Achern – Baden-Baden – Rastatt – Malsch – Karlsruhe Hbf | Achern – Baden-Baden – Rastatt – Malsch – Karlsruhe Hbf | drei Zugpaare | Albtal-Verkehrs-Gesellschaft | GT8-100C/2S GT8-100D/2S-M Bombardier Flexity Swift (ET 2010) |
| S 8   | 710.8         | Bondorf (bei Herrenberg) – Eutingen im Gäu – Freudenstadt Hbf – Freudenstadt Stadt – Forbach – Gernsbach – Gaggenau – Rastatt – Durmersheim – Karlsruhe Hbf – Karlsruhe-Marktplatz – Karlsruhe-Tullastraße | Bondorf (bei Herrenberg) – Eutingen im Gäu – Freudenstadt Hbf – Freudenstadt Stadt – Forbach – Gernsbach – Gaggenau – Rastatt – Durmersheim – Karlsruhe Hbf – Karlsruhe-Marktplatz – Karlsruhe-Tullastraße | 030/60 min (Freudenstadt Hbf – Freudenstadt Stadt) 060 min (Freudenstadt Stadt – Karlsruhe) 120 min (Bondorf – Freudenstadt Hbf)                   | Albtal-Verkehrs-Gesellschaft | GT8-100D/2S-M                                                |
| S 81  | 710.8         | Freudenstadt Hbf – Forbach – Gernsbach – Gaggenau – Rastatt – Malsch – Karlsruhe Hbf | Freudenstadt Hbf – Forbach – Gernsbach – Gaggenau – Rastatt – Malsch – Karlsruhe Hbf | ein Zugpaar | Albtal-Verkehrs-Gesellschaft | GT8-100D/2S-M                                                |

### Straßenbahn Mannheim/Ludwigshafen und Straßenbahn Heidelberg
Die Straßenbahnen Mannheims, Ludwigshafens und Heidelbergs sind eng mit den umliegenden meterspurigen Eisenbahnstrecken der ehemaligen Oberrheinischen Eisenbahn-Gesellschaft (OEG) verbunden, auf denen ein Betrieb nach der Eisenbahn-Bau- und Betriebsordnung für Schmalspurbahnen (ESBO) stattfindet.
| Linie | KBS | Verlauf | Takt | EVU                  |
| ----- | --- | --- | --- | -------------------- |
| 4 A   | 668 | Bad Dürkheim – Oggersheim – Ludwigshafen Hbf – Berliner Platz – Mannheim Hbf – Paradeplatz – Hermann-Gutzmann-Schule – Käfertaler Wald / – Waldfriedhof | 10 min (Oggersheim–Hermann-Gutzmann-Schule) 20 min (Bad Dürkheim–Oggersheim) 20 min (Hermann-Gutzmann-Schule – Käfertaler Wald; Hermann-Gutzmann-Schule – Waldfriedhof) | Rhein-Neckar-Verkehr |
| 5     | 669 | Weinheim Hbf – Schriesheim Bf – Heidelberg Hbf – Neuostheim – Abendakademie – Mannheim Hbf – Käfertal Bf – Weinheim Hbf                                 | 10 min | Rhein-Neckar-Verkehr |
| 5A    | 669 | Abendakademie – Paradeplatz – Mannheim Hbf – Käfertal Bf – Heddesheim Bf                                                                                | 20 min | Rhein-Neckar-Verkehr |
| 24    | 669 | (Schriesheim Bf –) Handschuhsheim Burgstraße – Technologiepark – Heidelberg Hbf – Rohrbach Süd                                                          | | Rhein-Neckar-Verkehr |

### S-Bahn Nürnberg
| Linie | KBS | Verlauf                                       | Takt     | EVU             | Fahrzeuge im Regelbetrieb  |
| ----- | --- | --------------------------------------------- | -------- | --------------- | -------------------------- |
| S4    | 785 | Crailsheim – Dombühl – Ansbach – Nürnberg Hbf | 0120 min | DB Regio Bayern | Alstom Coradia Continental |

### S-Bahn Rhein-Neckar
| Linie | KBS                   | Verlauf | Verlauf | Takt | EVU            | Fahrzeuge im Regelbetrieb |
| ----- | --------------------- | --- | --- | --- | -------------- | ------------------------- |
| S 1   | 665, 665.1-2, 670     | Homburg (Saar) Hbf – Kaiserslautern Hbf – Neustadt (Weinstr) Hbf – Ludwigshafen (Rhein) Hbf – Mannheim Hbf – Heidelberg Hbf – Neckargemünd – Eberbach – Mosbach-Neckarelz – Osterburken | Homburg (Saar) Hbf – Kaiserslautern Hbf – Neustadt (Weinstr) Hbf – Ludwigshafen (Rhein) Hbf – Mannheim Hbf – Heidelberg Hbf – Neckargemünd – Eberbach – Mosbach-Neckarelz – Osterburken | 060 min | DB Regio Mitte | DB-Baureihe 425           |
| S 2   | 665, 665.1-2, 670     | Kaiserslautern Hbf – Neustadt (Weinstr) Hbf – Ludwigshafen (Rhein) Hbf – Mannheim Hbf – Heidelberg Hbf – Neckargemünd – Eberbach – Mosbach-Neckarelz – Mosbach (Baden)                  | Kaiserslautern Hbf – Neustadt (Weinstr) Hbf – Ludwigshafen (Rhein) Hbf – Mannheim Hbf – Heidelberg Hbf – Neckargemünd – Eberbach – Mosbach-Neckarelz – Mosbach (Baden)                  | 060 min | DB Regio Mitte | DB-Baureihe 425           |
| S 3   | 665, 670, 701, 710.51 | Karlsruhe Hbf – Wörth (Rhein) – Germersheim – Ludwigshafen (Rhein) Hbf – Mannheim Hbf – Heidelberg Hbf – Bruchsal – Karlsruhe Hbf                                                       | Karlsruhe Hbf – Wörth (Rhein) – Germersheim – Ludwigshafen (Rhein) Hbf – Mannheim Hbf – Heidelberg Hbf – Bruchsal – Karlsruhe Hbf                                                       | 060 min | DB Regio Mitte | DB-Baureihe 425           |
| S 4   | 665, 670, 701         | Germersheim – Ludwigshafen (Rhein) Hbf – Mannheim Hbf – Heidelberg Hbf – Bruchsal | Germersheim – Ludwigshafen (Rhein) Hbf – Mannheim Hbf – Heidelberg Hbf – Bruchsal | 060 min | DB Regio Mitte | DB-Baureihe 425           |
| S 5   | 665, 665.5            | (Mannheim Hbf –) Heidelberg Hbf – Neckargemünd – Meckesheim – | Sinsheim (Elsenz) Hbf – Steinsfurt – Eppingen / (– Bad Rappenau) | 060 min (Heidelberg – Meckesheim) drei Zugpaare (Mannheim – Heidelberg) vier Zugpaare (Steinsfurt – Bad Rappenau) | DB Regio Mitte | Siemens Mireo             |
| S 51  | 665, 665.5            | (Mannheim Hbf –) Heidelberg Hbf – Neckargemünd – Meckesheim – | Neckarbischofsheim Nord – Aglasterhausen | 060 min (Heidelberg – Meckesheim) drei Zugpaare (Mannheim – Heidelberg)                                           | DB Regio Mitte | Siemens Mireo             |
| S 6   | 650, 660, 665         | Bensheim – Weinheim (Bergstr) Hbf – Heidelberg Hbf – Mannheim Hbf – Ludwigshafen (Rhein) Hbf – Worms Hbf – Mainz Hbf                                                                    | Bensheim – Weinheim (Bergstr) Hbf – Heidelberg Hbf – Mannheim Hbf – Ludwigshafen (Rhein) Hbf – Worms Hbf – Mainz Hbf                                                                    | 030 min (Mannheim – Mainz) 060 min (Bensheim – Mannheim)                                                          | DB Regio Mitte | Siemens Mireo             |
| S 7   | 700                   | Hockenheim – Schwetzingen – Neu-Edingen/Friedrichsfeld – Heidelberg Hbf | Hockenheim – Schwetzingen – Neu-Edingen/Friedrichsfeld – Heidelberg Hbf | ein Zugpaar | DB Regio Mitte |                           |
| S 8   | 655                   | Mannheim Hbf – Mannheim-Käfertal – Lampertheim – Biblis | Mannheim Hbf – Mannheim-Käfertal – Lampertheim – Biblis | sechs Zugpaare | DB Regio Mitte |                           |
| S 9   | 700                   | Groß-Rohrheim – Lampertheim – Mannheim Hbf – Schwetzingen – Graben-Neudorf – Karlsruhe Hbf                                                                                              | Groß-Rohrheim – Lampertheim – Mannheim Hbf – Schwetzingen – Graben-Neudorf – Karlsruhe Hbf                                                                                              | 030 min (Mannheim – Graben-Neudorf) 060 min (Graben-Neudorf – Karlsruhe)                                          | DB Regio Mitte | Siemens Mireo             |
| S 33  | 665.3-4               | Germersheim – Philippsburg (Baden) – Graben-Neudorf – Bruchsal | Germersheim – Philippsburg (Baden) – Graben-Neudorf – Bruchsal | 060 min | DB Regio Mitte | DB-Baureihe 425           |
| S 39  | 655                   | Mannheim-Waldhof – Mannheim Hbf | Mannheim-Waldhof – Mannheim Hbf | ein Zug (Richtung Mannheim) vier Züge (Richtung Waldhof)                                                          | DB Regio Mitte |                           |

### S-Bahn Stuttgart
| Linie | KBS     | Verlauf | Verlauf | Takt (Mo–Sa, So)                             | EVU                       | Fahrzeuge im Regelbetrieb |
| ----- | ------- | --- | --- | -------------------------------------------- | ------------------------- | ------------------------- |
| S 1   | 790.1   | Herrenberg – Böblingen 1 – S-Vaihingen – S-Schwabstr. – S-Hbf – S-Bad Cannstatt – S-Obertürkheim – Esslingen – Plochingen – Wendlingen – Kirchheim (T) | Herrenberg – Böblingen 1 – S-Vaihingen – S-Schwabstr. – S-Hbf – S-Bad Cannstatt – S-Obertürkheim – Esslingen – Plochingen – Wendlingen – Kirchheim (T) | 15/30 min 30 min (Plochingen – Kirchheim)    | DB Regio S-Bahn Stuttgart | Baureihe 423 Baureihe 430 |
| S 2   | 790.2-3 | Filderstadt – S-Flughafen/Messe – Leinfelden – S-Vaihingen – S-Schwabstr. – S-Hbf – S-Bad Cannstatt – Fellbach – Waiblingen – Beutelsbach – Schorndorf | Filderstadt – S-Flughafen/Messe – Leinfelden – S-Vaihingen – S-Schwabstr. – S-Hbf – S-Bad Cannstatt – Fellbach – Waiblingen – Beutelsbach – Schorndorf | 15/30 min                                    | DB Regio S-Bahn Stuttgart | Baureihe 430              |
| S 3   | 790.2-3 | (S-Flughafen/Messe – Leinfelden –) 2 S-Vaihingen – S-Schwabstr. – S-Hbf – S-Bad Cannstatt – Fellbach – Waiblingen – Winnenden – Backnang               | (S-Flughafen/Messe – Leinfelden –) 2 S-Vaihingen – S-Schwabstr. – S-Hbf – S-Bad Cannstatt – Fellbach – Waiblingen – Winnenden – Backnang               | 15/30 min                                    | DB Regio S-Bahn Stuttgart | Baureihe 430              |
| S 4   | 790.4-5 | S-Schwabstr. – S-Hbf – S-Zuffenhausen – Ludwigsburg – Freiberg (N) – Marbach (N) – Backnang                                                            | S-Schwabstr. – S-Hbf – S-Zuffenhausen – Ludwigsburg – Freiberg (N) – Marbach (N) – Backnang                                                            | 15/30 min 30 min (Marbach – Backnang, Mo–Fr) | DB Regio S-Bahn Stuttgart | Baureihe 430              |
| S 5   | 790.4-5 | S-Schwabstr. – S-Hbf – S-Zuffenhausen – Ludwigsburg – Bietigheim-Bissingen                                                                             | S-Schwabstr. – S-Hbf – S-Zuffenhausen – Ludwigsburg – Bietigheim-Bissingen                                                                             | 15/30 min                                    | DB Regio S-Bahn Stuttgart | Baureihe 430              |
| S 6   | 790.6   | S-Schwabstr. – S-Hbf – S-Zuffenhausen – Ditzingen – Leonberg – Renningen 3 –                                                                           | Weil der Stadt | 15/30 min                                    | DB Regio S-Bahn Stuttgart | Baureihe 423              |
| S 60  | 790.6   | S-Schwabstr. – S-Hbf – S-Zuffenhausen – Ditzingen – Leonberg – Renningen 3 –                                                                           | Sindelfingen – Böblingen 4 | 30 min                                       | DB Regio S-Bahn Stuttgart | Baureihe 423              |
| S 62  | 790.6   | S-Zuffenhausen – Leonberg – Weil der Stadt 5 | S-Zuffenhausen – Leonberg – Weil der Stadt 5 | 30 min (HVZ)                                 | DB Regio S-Bahn Stuttgart | Baureihe 430              |

### S-Bahn Bodensee und S-Bahn Schaffhausen
| Linie | KBS / Fahrplanfeld | Verlauf                                                   | Takt    | EVU                        | Fahrzeuge im Regelbetrieb   |
| ----- | ------------------ | --------------------------------------------------------- | ------- | -------------------------- | --------------------------- |
| S6    | 720                | Engen – Singen (Hohentwiel) – Radolfzell – Konstanz       | 030 min | SBB GmbH                   | Stadler Flirt               |
| S 61  | 732                | Radolfzell – Stahringen – Stockach                        | 030 min | DB Regio Baden-Württemberg | Regio-Shuttle RS 1          |
| S 62  | 730                | Singen (Hohentwiel) – Bietingen – Thayngen – Schaffhausen | 030 min | SBB GmbH                   | Stadler GTW (3. Generation) |
| S 64  | 730                | Erzingen – Neunkirch – Beringen – Schaffhausen            | 030 min | SBB GmbH                   | Stadler GTW (3. Generation) |
| S 65  | 760                | Jestetten – Neuhausen – Schaffhausen                      | 060 min | Thurbo                     | Stadler GTW (3. Generation) |

### S-Bahn St. Gallen
| Linie | Fahrplanfeld | Verlauf                                                          | Takt    | EVU    | Fahrzeuge im Regelbetrieb   |
| ----- | ------------ | ---------------------------------------------------------------- | ------- | ------ | --------------------------- |
| S 14  |              | Konstanz – Kreuzlingen – Weinfelden                              | 030 min | Thurbo | Stadler GTW (3. Generation) |
| S 44  |              | Konstanz – Kreuzlingen – Weinfelden                              | 120 min | Thurbo | Stadler GTW (3. Generation) |
| RE 1  |              | Konstanz – Kreuzlingen Hafen – Romanshorn – St. Gallen – Herisau | 060 min | Thurbo | Stadler GTW (3. Generation) |

### S-Bahn Zürich
| Linie | Fahrplanfeld | Verlauf                                                         | Takt    | EVU | Fahrzeuge im Regelbetrieb                                        |
| ----- | ------------ | --------------------------------------------------------------- | ------- | --- | ---------------------------------------------------------------- |
| S 9   | 760, 800.9   | Schaffhausen – Jestetten – Rafz – Zürich HB – Stettbach – Uster | 060 min | SBB | Re 450 + Doppelstockwagen (DPZ) Tlw. Stadler Kiss (RABe 511/512) |

## Geplante Änderungen

### Stuttgart 21
Die folgenden Änderungen sind mit der Inbetriebnahme von Stuttgart 21 verbunden.
| Linie  | Takt (Minuten)                                              | Laufweg | Laufweg |
| ------ | ----------------------------------------------------------- | --- | --- |
| RE 1   | 60 (Karlsruhe–Friedrichshafen) 120 (Friedrichshafen–Lindau) | Karlsruhe Hbf – Pforzheim Hbf – Mühlacker – Vaihingen (Enz) – Stuttgart Hbf – Stuttgart Flughafen – Merklingen – Ulm Hbf – Biberach (Riß) – Aulendorf – Ravensburg – Friedrichshafen Stadt (– Lindau-Reutin)             | Karlsruhe Hbf – Pforzheim Hbf – Mühlacker – Vaihingen (Enz) – Stuttgart Hbf – Stuttgart Flughafen – Merklingen – Ulm Hbf – Biberach (Riß) – Aulendorf – Ravensburg – Friedrichshafen Stadt (– Lindau-Reutin)             |
| RE 6   | 120                                                         | Crailsheim – Ellwangen – Aalen Hbf – Schwäbisch Gmünd – Schorndorf – Stuttgart Hbf – Stuttgart Flughafen – Nürtingen | Crailsheim – Ellwangen – Aalen Hbf – Schwäbisch Gmünd – Schorndorf – Stuttgart Hbf – Stuttgart Flughafen – Nürtingen |
| RE 5a  | 120                                                         | Karlsruhe Hbf – Pforzheim Hbf – Mühlacker – | Vaihingen (Enz) – Stuttgart Hbf – Esslingen (N) – Plochingen – Göppingen – Geislingen (Steige) – Ulm Hbf |
| RE 5b  | 120                                                         | Karlsruhe Hbf – Bruchsal – | Vaihingen (Enz) – Stuttgart Hbf – Esslingen (N) – Plochingen – Göppingen – Geislingen (Steige) – Ulm Hbf |
| RE 8   | 60 (Würzburg–Stuttgart) 120 (Stuttgart–Nürtingen)           | Würzburg Hbf – Lauda – Osterburken – Bad Friedrichshall Hbf – Heilbronn Hbf – Bietigheim-Bissingen – Ludwigsburg – Stuttgart Hbf (– Stuttgart Flughafen – Nürtingen)                                                     | Würzburg Hbf – Lauda – Osterburken – Bad Friedrichshall Hbf – Heilbronn Hbf – Bietigheim-Bissingen – Ludwigsburg – Stuttgart Hbf (– Stuttgart Flughafen – Nürtingen)                                                     |
| RE 17  | 30                                                          | (Karlsruhe Hbf –) Pforzheim – Mühlacker – Vaihingen (Enz) – Bietigheim-Bissingen – Ludwigsburg – Stuttgart Hbf – Stuttgart Flughafen – (Nürtingen – Metzingen (Württ) –) Reutlingen – Tübingen Hbf                       | (Karlsruhe Hbf –) Pforzheim – Mühlacker – Vaihingen (Enz) – Bietigheim-Bissingen – Ludwigsburg – Stuttgart Hbf – Stuttgart Flughafen – (Nürtingen – Metzingen (Württ) –) Reutlingen – Tübingen Hbf                       |
| RE 90  | 120                                                         | Stuttgart Hbf – Stuttgart Bad-Cannstatt – Waiblingen – Backnang – Murrhardt – Gaildorf West – Schwäbisch Hall-Hessental                                                                                                  | Crailsheim – Ansbach – Nürnberg Hbf |
| MEX 19 | 60                                                          | Stuttgart Hbf – Stuttgart Bad-Cannstatt – Waiblingen – Backnang – Murrhardt – Gaildorf West – Schwäbisch Hall-Hessental                                                                                                  | |
| MEX 90 | 120                                                         | Stuttgart Hbf – Stuttgart Bad-Cannstatt – Waiblingen – Backnang – Murrhardt – Gaildorf West – Schwäbisch Hall-Hessental                                                                                                  | |
| MEX 13 | 30                                                          | Aalen Hbf – Schwäbisch Gmünd – Schorndorf – Waiblingen – Stuttgart Bad-Cannstatt – Stuttgart Hbf – Esslingen (Neckar) – Plochingen – Wendlingen – Nürtingen – Metzingen – Reutlingen – Kirchentellinsfurt – Tübingen Hbf | Aalen Hbf – Schwäbisch Gmünd – Schorndorf – Waiblingen – Stuttgart Bad-Cannstatt – Stuttgart Hbf – Esslingen (Neckar) – Plochingen – Wendlingen – Nürtingen – Metzingen – Reutlingen – Kirchentellinsfurt – Tübingen Hbf |
| MEX 14 | 30 (Stuttgart–Horb) 120 (Horb–Rottweil)                     | Stuttgart-Vaihingen – Böblingen – Herrenberg – Eutingen im Gäu – Horb – Rottweil | Stuttgart-Vaihingen – Böblingen – Herrenberg – Eutingen im Gäu – Horb – Rottweil |
| MEX 16 | 30 (Stuttgart–Geislingen) 60 (Geislingen–Ulm)               | Stuttgart Bad-Cannstatt – Stuttgart Hbf – Esslingen (Neckar) – Plochingen – Göppingen – Geislingen (Steige) (– Amstetten – Ulm Hbf)                                                                                      | Stuttgart Bad-Cannstatt – Stuttgart Hbf – Esslingen (Neckar) – Plochingen – Göppingen – Geislingen (Steige) (– Amstetten – Ulm Hbf)                                                                                      |
| MEX 18 | 30                                                          | Heilbronn Hbf – Lauffen (Neckar) – Bietigheim-Bissingen – Ludwigsburg – Stuttgart Hbf | Heilbronn Hbf – Lauffen (Neckar) – Bietigheim-Bissingen – Ludwigsburg – Stuttgart Hbf |

1. ↑  Mo–Fr; abhängig von Lücken im Fernverkehr; Sa, So, und Feiertag noch in Abstimmung
2. ↑  Stündlicher Halt
3. ↑  30-Minuten-Takt durch Überlagerung der Linien
4. ↑  Durchbindung auf die Gäubahn sobald diese an den Stuttgarter Hauptbahnhof angeschlossen ist.